# Station Köln/Bonn Flughafen
Station Köln/Bonn Flughafen (Duits: Bahnhof Köln/Bonn Flughafen) is het ondergrondse treinstation van de Luchthaven Keulen-Bonn. Op dit station stoppen ICE-treinen, Regional-Express- en Regionalbahntreinen. Daarnaast komen er S-Bahntreinen van de S-Bahn Köln.

## Regionale treinverbindingen
| Serie      | Treinsoort                          | Route | Bijzonderheden                                                                                          |
| ---------- | ----------------------------------- | --- | --- |
| RE 6 (RRX) | Regional-Express (National Express) | Köln/Bonn Luchthaven – Köln Hbf – Neuss Hbf – Düsseldorf Hbf – Duisburg Hbf – Essen Hbf – Bochum Hbf – Dortmund Hbf – Hamm Hbf – Gütersloh Hbf – Bielefeld Hbf – Minden (Westf) | Rhein-Weser-Express                                                                                     |
| RB 27      | Regionalbahn (DB Regio Südwest)     | Mönchengladbach Hbf – Rheydt Hbf – Rommerskirchen – Köln Hbf – Troisdorf – Bonn-Oberkassel – Bad Honnef (Rhein) – Erpel (Rhein) – Koblenz Hbf                                   | Rhein-Erft-Bahn                                                                                         |
| S 19       | S-Bahn (DB Regio NRW)               | (Aachen Hbf – ) Düren – Horrem – Köln-Ehrenfeld – Köln Hbf – Köln/Bonn Luchthaven – Troisdorf – Siegburg/Bonn – Hennef (Sieg) – Eitorf – Au (Sieg)                              | Rijdt alleen twee keer per nacht tussen Aachen Hbf en Düren. Dienstregeling S19 geldig vanaf 10-12-2023 |

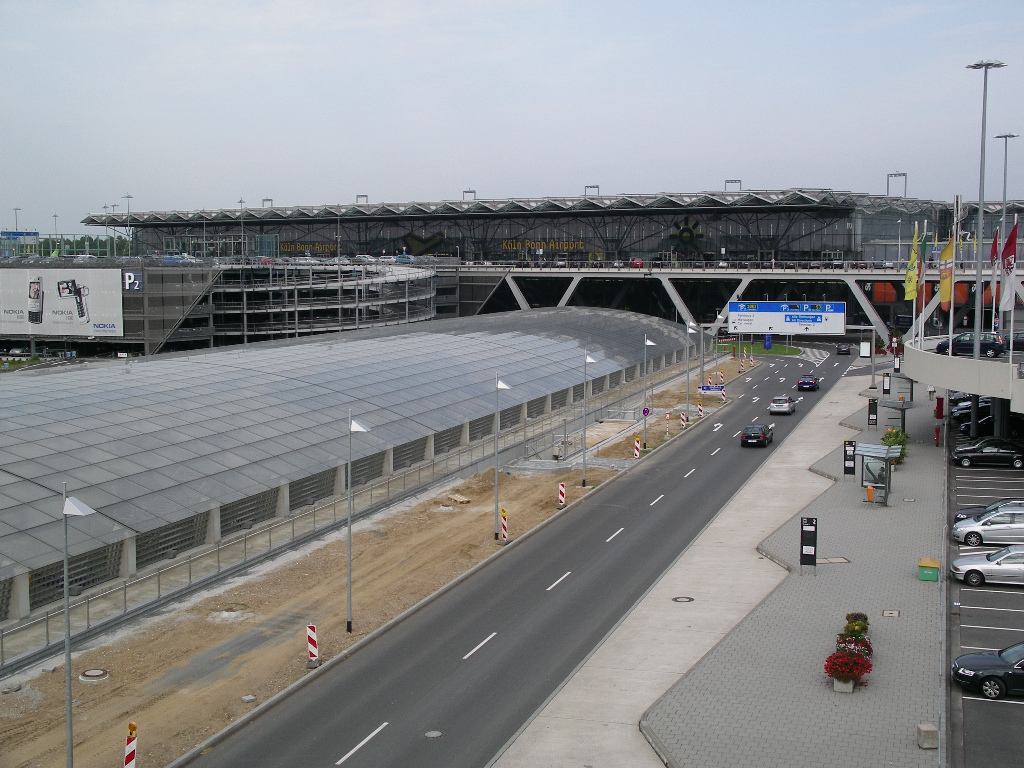
Luchthaven Terminal 2 en beneden Station Köln/Bonn Flughafen
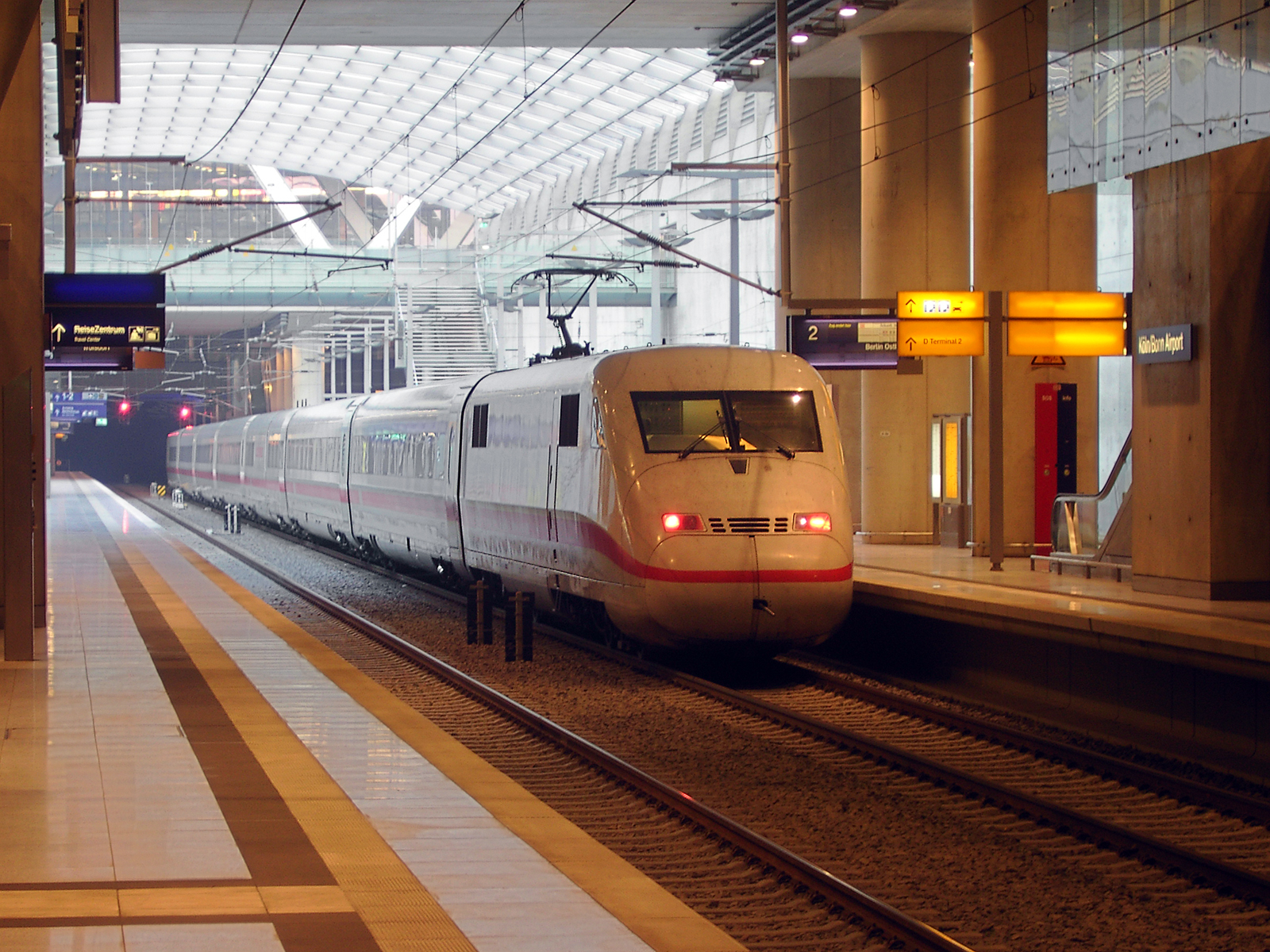
ICE 2 uit Berlin Ostbahnhof eindigt hier
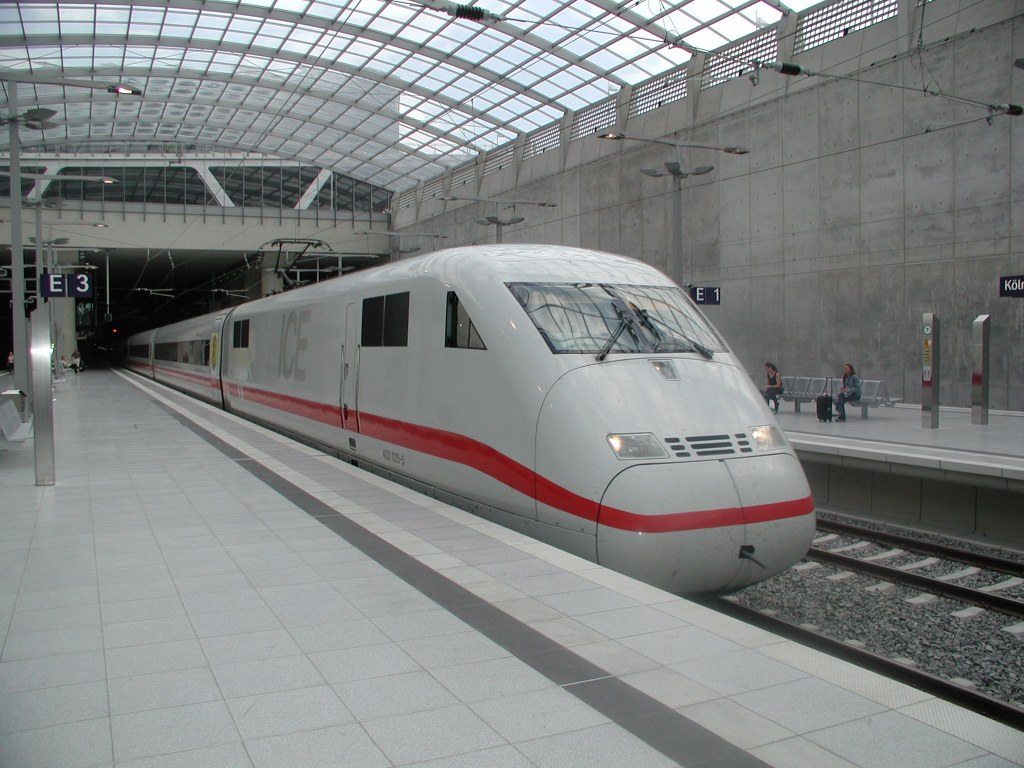
perron met ICE 2
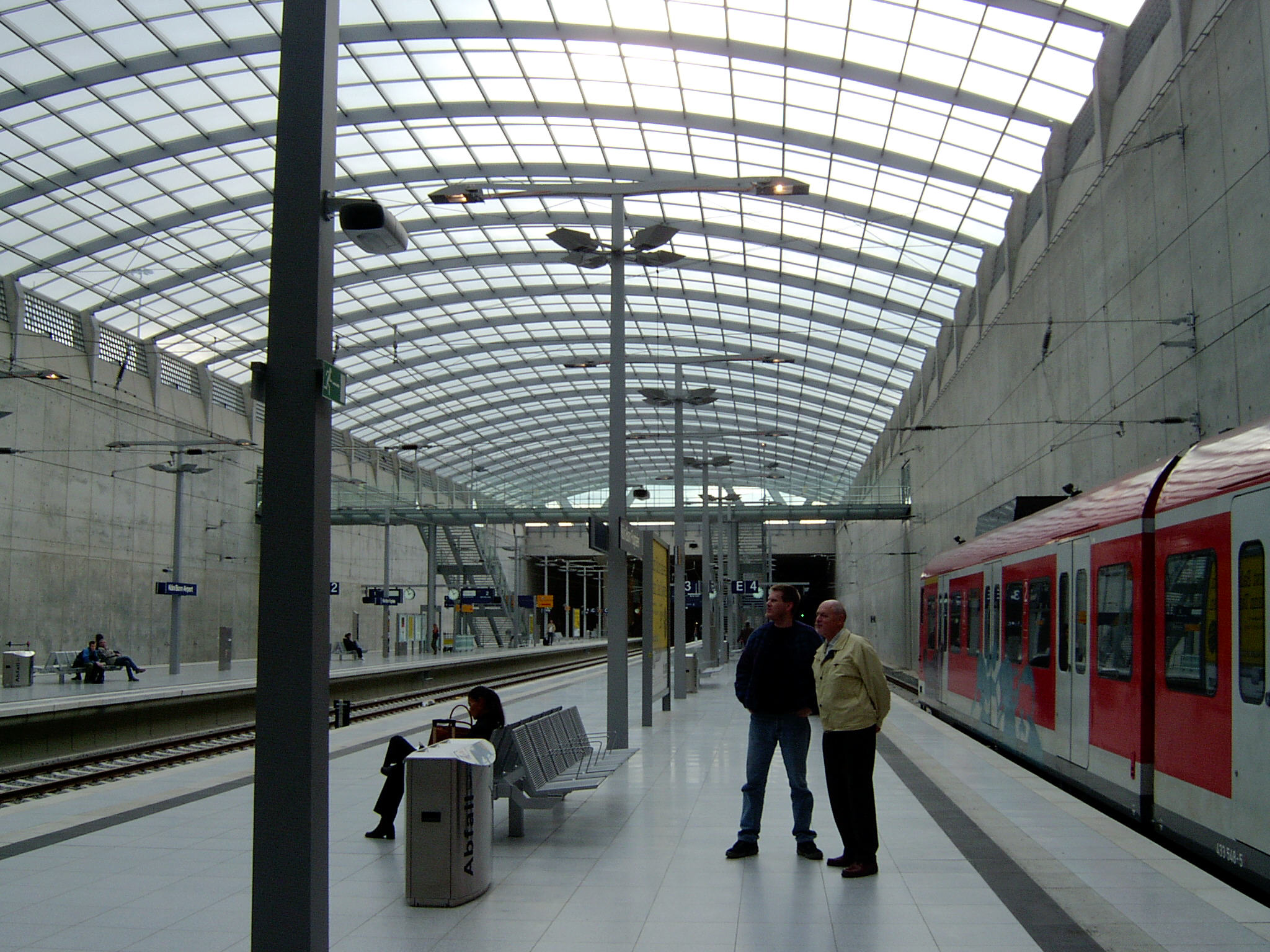
perron met S-Bahn lijn S13